# Callicebus melanochir
Il callicebo costiero o callicebo dalle mani nere (Callicebus melanochir Wied-Neuwied, 1820) è un primate platirrino della famiglia dei Pitecidi.
Veniva considerato una sottospecie di Callicebus personatus (Callicebus personatus melanochir): è poi stato scorporato da quest'ultima ed elevato al rango di specie a sé stante nell'ambito della nuova concezione di specie ecologica piuttosto che biologica.
Come intuibile dal nome comune, la specie è endemica delle aree di foresta decidua della fascia centrale e meridionale dello stato brasiliano di Bahia.
Si tratta di animali diurni, dalle abitudini arboricole, che utilizzano la coda lunga più del corpo e solo in parte prensile per bilanciarsi durante i salti di ramo in ramo e per dar vita ai famosi "intrecci" di coppia, nei momenti di relax. Vivono in gruppi costituiti da cinque individui al massimo, dei quali due sono il maschio e la femmina riproduttori e gli altri sono i loro figli di parti differenti, che restano con loro sino al terzo anno d'età, dopodiché lasciano il gruppo natio per tentare di costruirsene uno nuovo. Ciascun gruppo delimita un proprio territorio che difende piuttosto accanitamente dagli altri gruppi, qualora vi siano sconfinamenti.
Le femmine partoriscono durante l'estate, dando alla luce un unico cucciolo le cui cure spettano principalmente al maschio, il quale lascia il piccolo alla femmina solo per il tempo necessario alla poppata. Il cucciolo viene accudito dal padre fino a quando non è in grado di nutrirsi e seguire il gruppo da solo.

## Status e conservazione
La riduzione dell'habitat disponibile si deve principalmente all’allevamento del bestiame e all’agricoltura. La specie sta subendo un declino della popolazione sospettato di essere superiore al 30% su tre generazioni (24 anni).